# 冯政杰
冯政杰（1950年—），河北河间人，汉族，中华人民共和国政治人物、第十一届全国人民代表大会解放军代表。
毕业于第二炮兵技术学校发射瞄准专业，是中共党员。担任第二炮兵工程学院院长。2008年起担任全国人大代表。